# 明愛醫院
明愛醫院（英語：Caritas Medical Centre，醫院管理局內部代碼：CMC）於1964年由香港明愛創立，位於香港九龍深水埗區長沙灣永康街111號，於1991年移交醫院管理局，隸屬九龍西聯網，由天主教明愛成立的一所慈善性質的全科醫院，共有病床1,172張，為九龍西北部居民提供24小時急症服務以及全面的急性醫療服務、伸延服務、門診及外展醫療服務。明愛醫院於2008年重開護士學校。

## 歷史
明愛醫院原址是新圍村、集輝村和福華村木屋區，於1960年代陸續因發生多次大火被清拆。明愛醫院成立於1964年，乃深水埗區內唯一的公立急症全科醫院，但直至1966年才命名為明愛醫院，並於該年12月20日開設門診部。其後政府於1976年向明愛醫院提供1410萬港元資助，以興建有600張病床的新翼，當時預計在1978年初啟用。為提升醫院的設施及醫療設備，以應付不斷上升的需求，政府先後撥款共25億元以推展醫院的兩期重建計劃。第一期重建工程中所興建的新急症大樓懷信樓已於2002年落成啟用。

### 重建發展
為了應付市民對醫療服務不斷提高的需求，明愛醫院進行重建及翻新工程，其中1999年重建第一期，即「懷信樓」已於2002年9月落成啟用，而鄰近的「懷愛樓」亦已完成翻新工程。
第二期重建計劃主要由香港政府資助，耗資12億港元，分兩階段進行，需拆卸「懷明樓」、「懷安樓」、「懷德樓」及「懷仁樓」等4幢大樓，興建一座日間醫護／康復大樓、復康花園及改善醫院出入口，其中日間醫護／康復大樓的建築面積將達54,500平方米，新增設施包括專為關節骨折以及中風康復而設立的水療室，以及為肌腱或腦部創傷病人度身訂造的物理治療儀器，以滿足當局居民日益增長的醫療需求。2009年7月簽署地基合約。「懷明樓」已於2011年拆卸，2013年4月11日平頂，2014年重新啟用，開幕儀式則延遲至2016年3月3日才舉辦。
明愛醫院在醫院管理局第二個十年醫院發展計劃內，有計劃進行擴建工程，並增設500張病床。

## 建築設施
明愛醫院由7幢大樓組成，分別是「懷明樓」、「懷愛樓」、「懷仁樓」（已拆卸）、「懷義樓」、「懷德樓」（已拆卸）、「懷信樓」及「懷安樓」（已拆卸）。明愛醫院設於7號幹線呈祥道對落的山坡上，呈祥道連接受電閘管制的私家路永德路（往荔景方向的14A出口），只供救護車及其他有特別需要的車輛進出明愛醫院。
在永康街近廣成街處，設有稱為「文迪尼塔」的升降機塔，由教宗保祿六世捐助，於1967年揭幕。「文迪尼塔」已於2009年拆卸，原地重建的新升降機樓於2010年4月啟用。

### 陽光之家
明愛醫院設有名為「陽光之家」全港規模最大的兒童發展復康部，讓16歲以下嚴重弱智兒童在家居的環境下成長和接受教育及治療。
明愛醫院「懷義樓」於1964年建成，原本為治療傳染病的大樓，其後改用作16歲及以下嚴重弱智兒童的院舍，毗連提供特殊教育服務的樂仁學校。「懷義樓」在1993年曾進行翻新工程，住宿部分佔4層，每層有4間宿舍，佈置成家居的模樣，讓兒童獲得家庭般的舒適和照顧。

## 醫院管治委員會
主席
- 張力正 教授

當然成員
- 醫院管理局行政總裁或其代表
- 屈銘伸 醫生（醫院行政總監）

成員
- 陳智豪 博士
- 張健利 博士
- 陳偉明 先生
- 蔡志華 先生
- 方德生 醫生
- 何永煊 教授
- 周奕希 先生，BBS，JP
- 梁子正 醫生
- 黃鑾堅 先生
- 楊傳亮 先生
- 楊鳴章 神父
- 閻德龍 神父
- 劉廣業 先生
- 盧詠琴 女士

## 服務範圍
| 一般服務 - 住院服務 - 24小時急症服務 - 家庭醫學／基層健康服務 - 專科門診 - 專職醫療 - 外展社區服務 | 專科 - 心臟深切治療部 - 牙科及口腔頷面外科 - 耳鼻喉科 - 婦產科 - 深切治療部 - 內科及老人科（急性及復康） - 眼科 - 骨科及創傷科（急性及復康） - 兒科及青少年科 - 外科 - 兒童發展復康部（兒科） - 紓緩治療 - 精神科 | 日間及外展服務 - 腎科部 - 內鏡檢查部 - 老人科日間醫院 - 老人社區評估隊 - 社康護理 - 家居紓緩治療護理 其他 - 牧靈部 - 明愛樂仁弱智兒童學校 - 紅十字會住院兒童學校 - 義工服務 |

## 聖嘉祿小堂
聖嘉祿小堂（英語：St. Charles Chapel），位於深水埗永康街111號（明愛醫院懷明樓地下）。屬於長沙灣聖老楞佐堂區。

### 彌撒及禮儀時間
- 提前主日彌撒：4:00（粵語）
- 主日彌撒：5:00（粵語）
- 明供聖體：每月首星期五早上10時到下午4時

## 國際認證
明愛醫院於2010年11月4日通過澳洲醫療服務標準委員會（ACHS）認證評核，取得為期四年的認證。

## 圖集
- 明愛醫院舊懷明樓（已拆卸）
- 明愛醫院新懷明樓
- 明愛醫院懷信樓
- 明愛醫院懷愛樓
- 文迪尼塔（已拆卸）揭幕紀念石碑

## 外部連結
- 官方网站